# Travis Nederpelt
Travis Nederpelt (Perth, 10 de junio de 1985) es un deportista australiano que compitió en natación, en las modalidades de piscina y aguas abiertas.
Ganó una medalla de bronce en el Campeonato Pan-Pacífico de Natación de 2006, en la prueba de 10 km.
Participó en dos Juegos Olímpicos de Invierno, en los años 2004 y 2008, ocupando el octavo lugar en Atenas 2004, en la prueba de 400 m estilos.

## Palmarés internacional
| Campeonato Pan-Pacífico | Campeonato Pan-Pacífico | Campeonato Pan-Pacífico | Campeonato Pan-Pacífico |
| Año                     | Lugar                   | Medalla                 | Prueba                  |
| ----------------------- | ----------------------- | ----------------------- | ----------------------- |
| 2006                    | Victoria (Canadá)       | Medalla de bronce       | 10 km                   |